# Radiance/Chi ni Kaeru: On the Earth
"Radiance/Chi ni Kaeru: ～on the Earth～" (Radiance/地に還る: On the Earth?) è il primo maggiore singolo di debutto di Mami Kawada e il terzo di Kotoko, prodotto da I've Sound. I brani vennero usati come sigle di apertura e chiusura rispettivamente della serie TV anime Starship Operators. Furono pubblicate due versioni: una limitata (GNCA-0014) e una regolare (GNCA-0015). L'edizione limitata includeva un DVD contenente la videoclip (PV) di entrambi i brani. Il singolo arrivò 19° nella classifica Oricon e vi rimase per 9 settimane. Furono vendute un totale di 28 706 copie.

## Lista tracce
1. radiance – 4:21
  - Testi di: Mami Kawada & Kotoko
  - Composizione e arrangiamento di: Tomoyuki Nakazawa
  - Interpretata da: Mami Kawada
2. Chi ni Kaeru: ～on the Earth～ (地に還る?) – 5:44
  - Testi e composizione: Kotoko
  - Arrangiamento: Youichi Shimada
  - Interpretata da: Kotoko
3. Radiance (Original Karaoke) – 4:20
4. Chi ni Kaeru: ～on the Earth～ (Original Karaoke) (地に還る?) – 5:44
5. Radiance (Instrumental) – 4:18

## Classifica e vendite
| Posizione classifica Oricon (settimanale) | Copie vendute | Settimane in classifica |
| ----------------------------------------- | ------------- | ----------------------- |
| 19                                        | 28,706        | 9                       |